# الرصعة (الحيمة الخارجية)

تعديل مصدري - تعديل

الرصعة هي إحدى قرى عزلة المخلاف بمديرية الحيمة الخارجية التابعة لمحافظة صنعاء، بلغ تعداد سكانها 230 نسمة حسب تعداد اليمن لعام 2004.